# アンドレ・デ・コルタンツ
アンドレ・デ・コルタンツ（André de Cortanze, 1941年3月30日 - ）は、フランスの元レーシングカーデザイナー。

## 人物
徹底した秘密主義でしられ、奇抜かつ流麗なマシンデザインを得意とする。その独特なマシンはル・マン24時間レースや世界ラリー選手権（WRC）で多くの勝利を収めた。
1990年代後半にはトヨタ・チーム・ヨーロッパに移り、同チームでル・マン24時間用マシンを手がけたほか、同チームを母体にトヨタF1が設立されるとテスト用マシンとしてトヨタ・TF101を開発したが、2001年にチームから更迭された。その後はアンリ・ペスカロロ率いるチーム「ペスカロロ・スポール」にテクニカルディレクターとして参加しており、マシンの設計などを手がけた。同チームには2006年まで在籍したのち退任、その後引退し、現在はフランス南部で夫人と悠々自適の生活を営んでいる。
かつては自らが参戦するレーシングドライバーであった。映画『栄光のル・マン』のエンディングで流れるスタッフロールではロケで実際にマシンを走らせていたドライバーが名を連ねているが、その中に彼の名前を見ることが出来る。
1999年のル・マン24時間レースでは、土屋圭市から「デコタン」と呼ばれていた。

## デザイン実績
- ルノー・RS01
- プジョー・205T16
- プジョー・905
- トヨタ・GT-One TS020
- トヨタ・TF101
- アルピーヌ・A441
- モト・エルフ

## レース戦績

### ル・マン24時間レース
| 年     | チーム                              | コ・ドライバー       | 使用車両         | クラス | 周回 | 総合順位 | クラス順位 |
| ------ | ----------------------------------- | -------------------- | ---------------- | ------ | ---- | -------- | ---------- |
| 1966年 | ソシエテ デ オートモビル アルピーヌ | アンリ・グランサイア | アルピーヌ・A210 | P 1.15 |      | DNS      | DNS        |
| 1967年 | エキュリー・サヴィン-カルバーソン   | アラン・ルゲレック   | アルピーヌ・A210 | P 1.3  | 318  | 10位     | 2位        |
| 1968年 | ソシエテ デ オートモビル アルピーヌ | ジャン・ビナティエ   | アルピーヌ・A220 | P 3.0  | 297  | 8位      | 3位        |
| 1969年 | ソシエテ デ オートモビル アルピーヌ | ジャン・ビナティエ   | アルピーヌ・A220 | P 3.0  | 133  | DNF      | DNF        |